# Kleurige grondel
De kleurige grondel (Pomatoschistus pictus) is een straalvinnige vissensoort uit de familie van grondels (Gobiidae). De wetenschappelijke naam van de soort is voor het eerst geldig gepubliceerd in 1865 door Malm.